# 朱鼎卿
朱鼎卿（1902年—1982年5月24日）湖北省新洲县阳逻镇老屋村朱旗杆湾人，是中華民国及中華人民共和国軍人和政治家，幼名万鋆。

## 生平
兄弟姐妹7人，排行第三。读私塾7年。1920年由族兄朱怀冰介绍前往江西的陆军第二师当兵，1922年到川东边防军教导营当文书，该部被吴佩孚打垮后，1923年6月随孔庚考入云南陆军讲武堂第十八期步科，兩年后毕业後到广东石润碧部任上尉参谋、连长。1925年12月随部军官因西山会议派嫌疑全部被遣散，到贺龙國民革命軍第九军第一師任职，后转投桂系胡宗铎部。
1928年任第十九军三师十团团副。1932年9月考入中央军校高等教育班一期步科，1933年5月毕业后進入陈诚第11师（师长萧乾）第32旅（旅长黄维）第65团（团长陈希平）中校团附。1933年8月调升第67师（从第11师分出，师长傅钟芳，辖3团）第399团上校团长。1935年5月18日叙任陆军步兵中校。1935年12月调任第11师（师长黄维）第33旅（旅长莫与硕）第65团上校团长。1937年4月升任第11师（师长彭善）第33旅（旅长王严）上校副旅长。1937年5月6日晋任陆军步兵上校。
1937年11月调升第13师（师长吴良琛）第39旅（辖两团）少将旅长。1938年12月升任第13师（师长方靖）少将副师长。1940年4月16日升任第13师（辖三团）少将师长。1943年4月1日升任第75军（军长施北衡）少将副军长。1943年7月13日国民革命军第八十六军军长等职。1945年6月23日第八十六军裁撤，升第10集团军（总司令王敬久）中将副总司令。
抗日战爭胜利后，朱鼎卿任第八军官训练团团长。1947年6月，陈诚心腹、参谋次长郭忏升任联勤总司令，随即朱鼎卿出任徐州第一补给区司令、1948年6月由华中剿总总司令白崇禧保举调任汉口第九补给区司令。1949年2月白崇禧认为湖北省主席張篤倫“拒征粮穗，拖付军款，老奸巨猾，做事敷衍，不配合剿共军事行动”，为了便于就地筹集补给物资，保举朱鼎卿任湖北省政府主席，2月26日就任并兼省保安司令、湖北省军管区司令，集全省军政大权于一身。白崇禧亲信许高阳继任第九补给区司令。为了应变即将到来的时局变化，朱鼎卿决定设立鄂西、鄂北、鄂东南三个行署。渡江战役后，5月12日朱鼎卿逃离武昌，经咸宁到长沙、后取道常德、澧县、津市、宜昌撤往鄂西。7月，朱鼎卿來到恩施，提出“一切从头来，一切为大众”的口号，以图振奋人心，并将由武汉逃出的人员与鄂西行署人员合并，重新组建湖北省政府，兼任湖北省绥靖总司令部司令。8月31日，原华中剿总副总司令宋希濂到恩施就任川湘鄂边绥靖公署主任，负责四川、湖南、湖北三省军事，麾下有第14、20兵团近16万大军，保举绥署副参谋长陈康黎任恩施专员。朱鼎卿却将恩施专区改为鄂西行署，并由其堂兄朱怀冰担任了行署主任。宋希濂在宜昌、沙市、枝江、湘西、恩施、松滋、远安、兴山等地设立8个绥靖分区，第一二四军军长赵援、第2军军长陈克非、第15军军长刘平、第122军军长张绍勋、118军军长陈希平、第79军军长龚传文、绥署清剿指挥周上璠、鄂北行署主任李朗星兼任分区司令，掌握湖北全省行政权。
1949年11月初，朱鼎卿从第9补给区调出大批物资，以退入恩施的湖北省保安部队组建了第三兵团，辖暂编第八军、暂编第九军，总兵力3万余人。朱鼎卿任兵团司令官。11月下旬，川鄂绥靖公署主任孙震命令第三兵团担任万县以东至忠县的江防守备，然后再逐次退到渠县附近，以防止解放军西进，但朱鼎卿卻命令各部停止作战，分别向垫江、梁平撤退，朱于12月23日到达四川新都县附近，並準備率部向解放軍投降。朱派兵团副司令彭旷高到成都与王瓒绪联系，但为避免同沿公路進攻的解放军发生冲突，朱鼎卿命令部队避开新都，向金堂西北转移，等待成都方面的消息。朱鼎卿部队行至金堂赵镇附近，與解放軍交火。朱部派第一营副营长同解放军联系，申明已派人去成都投降。暂编第九军军长杨达也与解放军前线部队联系，并下令第三兵团的部队立即停火。朱鼎卿又委派李超君和副师长刘巷霖赶赴赵镇，找到解放军第六十军第一八○师，表明自己已經打算投降的態度。26日，部队到达石板滩后，朱鼎卿正式宣佈全军投共。1950年1月1日，贺龙会见朱鼎卿。1月底，四川一些反共势力袭击并包围了朱部队驻地石板滩。朱鼎卿派部队出击，同時派人赴成都請求解放軍派援軍支援。3天後，反共势力被平息。2月底，第三兵团编入中国人民解放军第六十军建制。
1950年2月朱鼎卿入解放军第十八兵团高级研究班学习，1950年5月转入西南军政大学学习。历任解放军西南军区司令部高参、湖北省文史馆馆员、湖北省人民政府参事室参事，1956年加入民革，当选民革中央委员、民革湖北省副主委、第三届全国政协委员、第四届全国政协委员、第五届全国政协委员、湖北省政协常委、1980年任湖北省政协副主席。

## 荣誉
- 四等宝鼎勋章（1945年9月22日批准[3]）